# De Otter (Oterleek)
De Otter is een met riet gedekte korenmolen in Oterleek. Het is een achtkantige houten molen.

## Geschiedenis

### Eerste molen
Al vanaf omstreeks 1633 heeft in Oterleek een korenmolen gestaan. Deze stond aan het noordelijk einde van Oterleek, oorspronkelijk als poldermolen. In 1633 krijgt Claes Gerritsz. van Oterleeck een windbrief om deze om te bouwen tot korenmolen. Tussen 1635 en 1680 is op de huidige locatie een korenmolen gebouwd. In een veilingbrief uit 1755 wordt de molen met naam aan plaatsaanduiding vermeld: "een Neringryke en welbeklante Koorn-Wint-Moolen (... ) genaamd de Otter, Staande en gelegen aan het Zuyd-eynde van Oterleek, belend met de Oude Huygendyk ten Zuyden en de Heere Huygen-Waarts Ringsloot ten Noorden". Het is deze molen welke op 2 december 1899 geheel verbrand. In Schuitemakers Purmerender Courant van dat jaar staat het volgende:  

Te Oterleek brandde in den avond van Zaterdag jl. de korenmolen van den heer P. Kalis aldaar, door onbekende oorzaak tot den grond af. Molen en voorraad waren, hoewel te laag, tegen brandschade verzekerd. Gelukkig was de richting der wind gunstig, zoodat de brandweer alleen haar krachten tot het vernielde perceel kon beperken.
— Schuitemakers Purmerender Courant, 6 december 1899; p. 2/4

### Huidige molen
In 1900 wordt door aannemer/ molenmaker Jan Levendig uit Dirkshorn de huidige molen gebouwd. Levendig maakt gebruik van de romp van een in ongebruik geraakte poldermolen ergens uit de regio, en diverse onderdelen van andere molens. Zo is het bovenwiel van Zaanse herkomst. De gietijzeren bovenas van fabrikant Seret & Barneveld uit 1888 is het enige onderdeel wat de brand heeft overleeft en in de nieuwe herbouwde molen is teruggeplaatst.
In 1919 wordt de molen verkocht aan molenaar Berend Gardenbroek die er een goed lopend maalbedrijf in begint en tot 1961 de molen in beheer heeft.  
In 1935 breekt een houten roede (de buitenroede) en Gardenbroek laat deze vervangen door een gebruikte ijzeren Potroede. Roede nr. 1285, fabricagejaar 1881, is afkomstig van molen De Hoop/ De Ronde Molen uit Dongen. Volgens het archief van Pot is deze roede gemaakt voor de heer W. van Riel uit Dongen. Van deze molen bestaat alleen de romp nog. De Otter draait tot 1960 met 1 ijzeren en 1 houten roede.
Gardenbroek laat in 1960 de molen restaureren en verkoopt deze in 1961 aan Cornelis Heilker. Bij de restauratie in 1960 wordt de houten binnenroede vervangen door een gebruikte ijzeren Pot-roede. Roede nr. 1708, fabricagejaar 1894, is gemaakt voor de heer C. Coppens uit Chaam. Waarschijnlijk voor molen De Goede Verwachting in Chaam (buurtschap Dassemus), destijds eigendom van Cornelus Coppens. in 1921 wordt De Goede Verwachting ontmanteld en is deze roede gegaan naar molen De Weltevreden in Etten-Leur, destijds ook eigendom van Cornelus Coppens, met als molenaar zijn zoon Cornelis Hendrikus Coppens. In 1960 wordt door de zonen van Cornelis Hendrikus de Weltevreden ontmanteld en diverse onderdelen, waaronder een Pot-roede, verkocht aan molenmaker Coppes (zonder n). Het is deze Coppes die in 1960 De Otter in Oterleek restaureert. Bij de restauratie wordt het oud-Hollands hekwerk vervangen door fokwieken (systeem Fauël) met regelkleppen.  
In 1963 is het maalbedrijf gestopt en de molen verkocht aan de gemeente Oterleek. Die heeft hem in 1974 overgedragen aan Stichting De Schermer Molens.
Bij de restauratie van 1988 worden de fokwieken weer teruggewijzigd naar een oud-Hollandse ophekking. In 2016 gaan de Pot-roeden er weer uit voor een restauratie door firma Vaags in Aalten. De roeden zijn dan al meer dan 120 jaar oud. Op 18 april 2017 worden de oude herstelde roeden teruggeplaatst en op 12 mei wordt De Otter feestelijk weer in bedrijf gesteld door Commissaris der Koning Johan Remkes.

### Gebruik sinds 2000
In de naastgelegen schuur runt sinds 2008 de Raphaëlstichting met behulp van 'mensen met afstand tot de arbeidsmarkt' een bakkerij en winkel. De molen draait en maalt regelmatig.
Professioneel wordt er niet meer gemalen, de molenaars malen op vrijwillige basis graan voor veevoer. De Otter is in gebruik als opleidingsmolen voor het Gilde van Molenaars en incidenteel worden er molenaarsexamens afgenomen door De Hollandsche Molen. De molenaars geven rondleidingen en demonstraties aan individuele bezoekers en groepen en De Otter is te bezoeken op de Nationale Molendagen in mei, de Schermer Maaldag (1e zondag van september) en de Open Monumentendag in september (2e weekend). 
- Rijksmonument: 33097

Bemaling:
Poldermolen D ·
Poldermolen E ·
Poldermolen K ·
Poldermolen M ·
Poldermolen O ·
Ondermolen C ·
Ondermolen D ·
Ondermolen K ·
Ondermolen O ·
Bovenmolen E ·
Bovenmolen G

Overig:
De Otter ·
Tjasker Zuidschermer ·
Schermer Molens Stichting